# عكار العتيقة
عكار العتيقة (بالفرنسية: Akkar Al Attika)‏ هي قرية لبنانية في من قرى قضاء عكار في محافظة محافظة شمال  لبنان.

## الموقع الجغرافي
تقع عكار العتيقة في محافظة عكار شمال لبنان وتبعد حوالي 135 كلم عن بيروت ويتراوح ارتفاعها بين 700 و-1600 م عن سطح البحر وتمتد على مساحة تُقدَّر بـ 2814 هكتاراً.
ويبلغ عدد سكانها حوالي 30000 نسمة.
وتستأثر الأراضي الزراعية على مجمل المساحة الخضراء وتشتهر عكار العتيقة بالمنتوج الكبير من التفاح في منطقة الحفة وتشتهر أيضاً بقلعتها (قلعة آل سيفا) وشلالها الذي يعتبر الأكثر ارتفاعاً في لبنان (مع عدم تسليط الضوء عليه)، وتعتبر عكار العتيقة، من أكثر البلدات اللبنانية، غنى بالمياه، فيوجد فيها حوالى (350 نبع)، وتعتبر عكار العتيقة، هي المصدر الأساسي لنهر الاسطوان، وهذا النهر، يقسم البلدة إلى شطري، شرقي، وغربي، وتنتشر على ضفتي النهر، في البلدة المطاحن، أهمها: (عين طايا، عين السعدان، حديا، الخوري، وغيرها..)، ويوجد في البلدة، مساجد أثرية، منها: جامع الظاهر بيبرس، والسلطان قلاون، والتكية. كذالك تحتوي على العديد من الآثار القديمة.

## الحارات
تضم عكار العتيقة نواح وحارات عديدة منها: التليل , القوس، معقودة, الشقدوف, حارة النصارى، الصايح, مشتلبنان، الواطي, المراحات العليا والتحتا، الكروم, البساتين، حلسبان, زبود، الطويلة, تلة مرعي. عاقدها معقوده
حدود عكار العتيقة:
تعتبر عكار العتيقة من أكبر القرى العكارية واللبنانية مساحة وتصل حدودها إلى الهرمل شرقا و القبيات شمالا و فنيدق وتاشع و ممنع جنوبا والسن و المجدل والسنديانة غربا.

## المراكز الرسمية والادارات و الجمعيات
يوجد في عكار العتيقة:
مركز السنترال للهاتف الثابت -
مركز الدفاع المدني -
مركز الشهيد رفيق الحريري الطبي -
جمعية التنشئة الوطنية -
التعاونية الزراعية -
المدرسة الرسمية في القوس -
المدرسة الرسمية في المراحات -
المدرسة الرسمية في وسط البلدة -
الثانوية الرسمية -
مدرسة المقاصد الإسلامية -
بالإضافة إلى عدة مدارس خاصة -
يوجد في عكار العتيقة مجلس بلدي وعدة مخاتير.